# War Thunder
War Thunder (срп. досл. - "Ратна грмљавина") је видео игра симулације борбе ратних возила за више играча, коју је развио и објавио Gaijin Entertainment. Најављена је 2011 године, прво је избачена у новембру 2012 године као open beta, за цео свет је била доступна у јануару 2013 године, а коначно издање је било 21. децембра 2016 године. Има подршку за више платформи: Microsoft Windows, MacOS, Linux, PlayStation 4, Xbox One, и Shield Android TV. 
Развијена као „игра симулације летења", првобитно је била названа World of Planes (срп. досл. - "Свет авиона"), али је због сличности са Wargaming-овом игром World of Warplanes (срп. досл. - "Свет ратних авиона") име промењено у данашње име 2012. године. Наводно, након објављивања игре Gaijin је тврдио да је то првоаприлска шала, пре него што је потврдио њено постојање у јуну исте године.
War Thunder је након изласка освојио неколико награда. Добио је прво место за најбољу Симулациону игрицу на Gamescom 2013 Awards као и за најбољу игру, најбољег програмера, најбољу технологију и најбољи звук на „KRI 2013 Awards". У 2019 години, War Thunder је био међу најигранијим игрицама на Steam-у са преко 25,000 истовремених играча.

## Играње
War Thunder је базиран на комбинованим војним борбама на земљи, мору и у ваздуху. Према речима креативног директора Kirill Yudintsev-а, ово је једина игра која обухвата сва ова 3 искуства у једној сесији играња.

### Начини игре
Постоје неке сличности између примарних начина игре у War Thunder-у. То су следећи начини: Ground Arcade, Ground Realistic, Ground Simulator, Air Arcade, Air Realistic, Air Simulator, Naval Arcade, Naval Realistic и Naval Simulator. Сви начини игре почињу тако што обе стране поседују одређени број „тикета" (енгл. Tickets), и одређене акције смањују противнички број тикета све док један од тимова не остане без тикета. Оба тима почињу са 10000 тикета. У копненим и морским борбама, примарни задатак је обично заузимање или држање стратешких тачака тј. база, или комплетно уништење непријатељских возила. Уколико дође до другог сценарија, сви тикети се аутоматски анулирају (рецимо да је пре уништења последњег возила екипа имала 2000 тикета, када сервер региструје да више не постоји могућност пововног уласка у борбу играча (енгл. Spawn); у року од пар секунди се тикети драстично спуштају до нуле). 
Постоје два типа борби, који се понављају у сва три типа начина игре за копнена возила; Напад (енгл. Assault) и Битка (енгл. Battle). Код Напада је циљ заузети противничку базу (енгл. Capture point), где база представља један кружни регион пречника неколико десетине метара у игрици. База код Напада, за разлику од Битке, је релативно близу места где се стварају возила тима (енгл. Spawn point), и под контролом је играчевог тима, за разлику од бази код Битке које су на почетку партије неутралне и обе екипе се утркују да их што пре ставе под контролу. Дата база се ресетује тако што возила стоје у том датом кругу, без ометања од стране противничких возила. Уништењем нападачких возила заузимање базе престаје, али што је занимљиво, и минималан улазак у простор базе ресетује противничку базу до тога да је она после неког времена неутрална (примера ради; за заузимање базе у Битки је потребно око 30 секунди, 15 секунди до неутралног стадијума и 15 до тога да база постане играчева, али са уласком од секунд у простор базе долази до аутоматског ресетовања базе до неутралног стадијума, дакле уместо 15 секунди, потребан је рецимо секунд, без потребе да играч буде физички присутан у самој бази свих 15 секунди, где он може неометано изаћи из ње и тиме не мора бити изложен нападима непријатеља, чиме додатно стиче могућност стварања повољније позиције за заседу, или у случају да је његовој екипи преостало мало тикета, оде да ресетује друге базе, чиме би зауставио цурење тикета, и потенцијално, преокренуо борбу у корист своје екипе). Такође је интересантно да рецимо није нужно неопходно одбранити своју базу у Нападу (могуће је победити са заузетом непријатељском базом иако је играчева база ресетована, тј. неутрална, битно је само да је непријатељ није заузео чиме се партија завршава). Код Битке постоје три базе које се налазе у левом, средњем и десном делу централног дела мапе, на једнакој удаљености од места где се стварају возила, и као што је раније поменуто, на почетку партије су дате базе неутралне. Противнички тикети опадају тако што се контролишу или минимум 2 од 3 базе или 1 база где су друге две неутралне, дакле већина, а нико не губи поене уколико обе екипе контролишу по једну а трећа је неутрална, или су све три неутралне. Уништење непријатељских возила и у Бици и Нападу доводи до опадања тикета за око 50 или за око 100 (зависи од мода игре), независно од опадања тикета база. За заузимање базе у Нападу је такође потребно око пар минута, што је дуже од времена потребног код Битке.

#### Аркадне Борбе
Аркадне борбе (енгл. Arcade Battles) су најбржи мод игре са много олакшица за играче. Већина возила добија додатне коњске снаге мотора; авиони имају брже време окретања, узлетања, добијања висине током летења; тенкови имају већи степен окретања куполе, брже се крећу, брже им се окреће шасија током скретања или ротације у месту, имају мањи отпор средине, односно земљишта, па и лакше убрзавају у односу на друга два мода игре. Бродови такође имају већу покретљивост, попут авиона и тенкова.  
Топови и митраљези у сва три типа возила се такође брже пуне, прецизнији су, са мањим вредностима дисперзије гранате, и постоји извесна помоћ играчу током нишањења. Наиме, током играња тенка, маркер ће показати где ће одабрани пројектил пасти и да ли ће пробити непријатељски тенковски оклоп, али само до дистанце од 1км, након чега је динамика нишањења иста као у реалистичним борбама. Игрица сама тиме врши балистички прорачун, у виду тога да ли граната коју играч користи има довољну пробојност да под датим углом гађања, са дате даљине пробије оклоп датог противничког тенка. Прорачунавају се вредности пробојности против ефективне вредности оклопа, што зависи од угла самог оклопа, заједно са углом под којима граната остварује контакт са оклопом и која врста оклопа је у питању, обични челични или пак нека верзија реактивног, композитног или мешаног оклопа. "Лошији углови гађања", односно свако веће одступање од нормланог угла, доводи тога да ће граната имати мању пробојност услед гуибтка енергије добијене разлагањем силе, где би обичан челични оклоп од 100мм под нормалним хицем захтевао гранату која пробија 100мм, под углом од 30 ак степени има вредност око 140мм, па хитац не може пробити дати оклоп. Уколико је пробојност дефинитвна, маркер ће бити зелене боје, уколико је пробојност могућа, маркер ће бити жуте боје, уколико уопште не постоји теоретска могућност пробијања, црвене боје. Овај систем индикације је рецимо доста сличан као у конкурентној игрици, World of Tanks. Несигурност пробијања, тј. жута боја, се у принципу дешава због тога што сам топ нема сталну фиксну вредност пробојности, него опсег вредности, при чему ће тачна вредност пробојности у датом тренутку испаљивања бити насумична. Тако би граната која на папиру има пробојнст од 85мм на 10м у суштини, у реалној ситуацији имала опсег 75-95мм, па би могло десити да играчу западне и најнижа вредност од 75, или пак ова највиша од 95, дакле постоји извесни фактор среће. Битно је споменути да игрица врши калкулације пробојности не током самог опаљивања гранате, већ током оствареног контакта са оклопом, такозвана "волуметрија". Услед непредвиђених понашања модела оклопа или њиховог недовољног дорађивања, "волуметрија" је постала вид интерне шале међу играчима, јер се умело дешавати да непријатељски оклоп или делови мапе попут зидова "поједу" гранату која би иначе требала пробити тенк. 
Код авиона се око 700-800 метара удаљености од непријатељског авиона појављује индикатор у облику кружића који показује где играч треба пуцати да би погодио непријатељски авион, при чему је узето у обзир такозвано "претицање" (предвиђа се где ће проћи авион унапред па се нишани испред јер авиони нису стационарна мета, тј. путују изразито великим брзинама, па би пуцањем у његову тренутну позицију резултирало тиме да авион побегне док до њега стигне метак). Разлика у односу на тенкове је та што авиони немају оклоп, то јест, већина авиона нема, па суштина није у пробијању авиона, већ у онеспособљавању његових виталних компоненти попут крила, репа, горвиног система, мотора или, уколико постоји могућност за то, пилота. Бродови имају динамичку процену даљине која узима у обзир труцкање изазвано таласима, нешто слично тенковима.
Маркери су укључени све време, и показују где се налазе противнички играчи, који тип возила користе и на којој дистанци се налазе. Ово је универзално и за бродове и тенкове и авионе, са малим разликама у томе на којој дистанци се појављују индикатори, код авиона и бродова су то веће дистанце него код тенкова, из просто практичних разлога, јер су и саме мапе веће него код тенкова, као и то да је реална видљивост много боља на небу и у води јер не постоје природни заклони сем облака за авионе или острва и великих таласа за бродове. Битно је напоменути да се маркери појављују тек по остваривању визеулног контакта са противником. Механизам уочавања непријатеља функционише на основу поена специјалности чланова посаде, што се може подесити у подешавањима у гаражи, стационарни тенк у заклону ће бити уочен на 500-750 метара са почетном посадом, а дуплира се та дистанца са напреднијим посадама. У случају јако доброг заклона тенк неће бити виљив, али уколико се помери или запуца, систем ће аутоматски обележити возило и биће видљиво. Као што је поменуто, ово је универзални принцип уочавања у Аркади за сва три типа возила. 
У World of Tanks нпр., постоји потпуно посебан начин уочавања непријатеља, који се зансива на прорачунима дистанце, вредностиима основне камуфлаже тенка, жбуновима и вредностима додтане опреме у односу на ефективну виљивост у метрима коју сваки тенк поседује (лаки тенкови имају највећу видљивост па се колоквијално називају "спотери", сличну улогу имају и у War thunder, о чему ће бити речи у следећем одељку). То доводи до тога да се тенкови само "појаве одједном" у видокругу ако је вредност ефективне видљивост већа од кумулативног ефекта прикривања тенка, док се у War thunder тенкови могу теоретски видети и на пар километара, уколико је играч то наравно у могућности да сам уочи.Одабрана нација играча не утиче на непријатеље који могу наићи, могу се борити са истом нацијом и са истим самим возилом које играју.  
Играчи имају тачно 3 покушаја по борби у тенковима, невезано од њиховог успеха у самој борби, што је фундаментално другачије од система у Реалистичним борбама, са тиме да такође постоји, додуше дешава се релативно ретко, могућност бацања нуклеарке, али само у конпеним борбама, могућа након остварених 15 авионских Spawn point. Један авионски Spawn point се стиче једним уништеним возилом, заузетом базом, асистенцијом у уништењу или пак, насумичном доделом како време протекне од стране игрице. Баченом нуклеарком се игра аутоматски завршава и региструје као победа за саиграче, док се тенкови и авиони не рачунају као уништени у тренутку пада нуклеарке, самим тиме не постоје додатни трошкови поправке у гаражи након тога. Код авиона и бродова постоји више покушаја, регуларни налози (тј. без уплаћеног премијума и додатне куповине "златних орлова") имају по 5 места за возила са могућности стварања, уколико га играч поседује, још по једног  возила уколико се искористи токен резервног возила  (енгл. vehicle backup), што доводи до 10 маскималних стварања у борби, док је теоретски максимум 20, уколико је играч купио још 5 места у гаражи и има за свако од тих десет возила токен резервног возила.

#### Реалистичне Борбе
Реалистичне борбе (енгл. Realistic Battles) су спорији мод игре него аркада. Возила имају приближне али ипак брже у односу на реалне, историјске карактеристике мобилности које су претходно поменуте у горњем одељку, као што су снага мотора и степен окретања куполе, или за авионе, брзина пењања и брзина окретања. Самим тиме, возила у Реалитичним борбама су спорија него у Аркадним, што наравно доводи до тога да просечне партије Аркадних борби у просеку краће трају од Реалистичних. Сама балистика, у виду пробојности и трајекторије тенковских, бродовских и авионских граната, метака и артиљеријских граната је иста, са тиме да и овде не постоје индикатори, нити намештање висине током нишањења, односно потребна је или одокативна процена даљине или коришћење ласерског даљиномера, односно механичког даљиномера. Процена даљине је потребна зато што сама граната има вертикални пад после одређеног времена, она је коси хитац тј. није апсолутно равна линија, и на нишану постоје маркери дистанце који су унапред одређени физичким прорачунима. 
Приметне су извесне кључне разлике у механици борбе између Аркаде и Реалистичних борби. Наиме, у копненим борбама маркери идентификују само пријатељске играче, осим ако непријатељски тенк није уочен од стране "спотера", при чему онда постоји његов индикатор на мапи и на нишану. Та главна разлика се управо огледа у целом проблему видљивости непријатеља, играч мора самостално да уочи непријатеља, где му на располагању стоје перспектива возила из трећег лица, командирска оптика, нишанџијска оптика, односно нишан и двоглед. Основна опструкција видног поља у оклопним борбама јесу сами заклони на мапи попут кућа, дрвећа, трава и жбуња. Трава онемогућава видик само у нишану, зато што је перспектива трећег лица и двогледа релативно изнад саме земље, па је мања опструкција, што саму траву чини јако лошим заклоном у игри. Дешава се јако ретко да трава заиста заклони непријатеља у ова два наведена режима. Постоји додуше начин да се то избегне променом  "show grass in sniper mode" у подешавањима игре. Остале врсте заклона су много ефективније у овој намери, са тиме да је битно напоменути да модернија возила у игри, она из Хладног рата и каснија, поседују термалну визију за нишанџију и, изразито модернији тенкови, термалну визију и за командира, чиме се губи на ефективним заклонима и сама механика игре поприма другачији карактер. Исто интересантна ствар јесте да се виљивост у игри може побољшати драстично са променом графичким подешавања у веома ниска, где постоји много мања густина вегетације, самим тиме, много бољи преглед бојног поља, у односу на играче који играју игрицу на веома високим подешавањима
Ту се долази до јаке битне улоге лаких тенкова (као и неких ловаца тенкова и противваздушних возила попут М18 Хелкета или Визела 1А4), они омогућавају екипи да лакше уочи непријатеље тако што их обележи индикатором путем команде "V" на тастатури и левог клика на уочено непријатељско возило, са тиме да је то потребно учинити из перспеткиве двогледа. Уколико је насумично кликнута команда током посматрања двогледом, неће се постићи никакав ефекат, и неће бити могуће спотовати нова возила наредних пола минута (енгл. ability cooldown), а у случају успешног спотовања се може поново спотовати непријатељ уз минимални cooldown, отприлике око 4 секунде трајања. Након обележавања непријатеља, његово возило ће бити видљиво неких 30 секунди, и уколико је оштећено или уништено, спотер добија поене искуства и сребрне лавове (о овоме ће бити детаљније речи у наредном одељку), као и асистенцију при уништењу, која је додуше мање вредности spawn point у односу на асистенцију изазвану физичким оштећењем непријатељског возила (уколико је играч уништио гусеницу, или оштетио модуле, убио посаду али тако да непријатељски тенк није био уништен). Све у свему, ово је од пресудног значаја за Реалистичне борбе, јер као што је више пута напоменуто, не постоје никакви индикатори непријатеља без спотера, осим краткотрајних пингова мапи и комуникације са савезницима у чету, али се у видном пољу преко поменуте 4 перспеткиве то не приказује.
Код авиона постоје само маркери индикације противника, али само у искључиво моду Air Realistic, уколико се авиони створе у моду Ground Realistic, они се користе као блиска ваздушна подршка и не постоје никакви индикатори непријатеља. Маркери индикације хица не постоје за све врсте авионских борби у Реалистичним борбама. У авионским борбама кључ проблема није виљивост као у копненим борбама, већ чињеница да постоји само један respawn, као и чињеница да се битка започиње тако што авиони полећу са писте и морају развити брзину и одређену висину. У Аркади авиони почињу из ваздуха и играчи не морају толико размишљати о тактичким и стратешким аспектима сваке класе авиона, као и предностима свог појединачног авиона, нпр. неки авиони из Другог светског попут јапанских и британских Спитфајера су најбољи у брзини окретања, док су совјетски ловачки авиони робустинији и имају веће топове, док амерички имају велику брзину и доста топова. Уколико би играч са нападачким авионом попут ИЛ-2 Штурмовика ушао у циркуларну конфронтацију са Спитфајером у Реалистику, Спитфајер би га изманеврисао и дошао му на реп, што је у 90% ситуација погубно у Реалистику. Због тога је доста битно познавање сопстевних и противничких авиона у реалистичним авионским борбама, нека општа улога појединачних класа, као и стратегија ће бити објашњена у наредним одељцима чланка. Код бродова исто постоје индикатори противника, али не постоје индикатори хица, постоји специфична механика процене даљине, која се својствена само бродовима, због таласа постоји одређена врста подршке нишањења и у Реалистичним борбама.
Иако тенкови и бродови могу да погађају пријатељске тенкове, односно бродове, немогуће је оштетити их. У ранијим верзијама игре је била дозвољена пријатељска ватра, међутим због пораста броја уништења у самом тиму и троловања, ово је било релативно брзо избачено из игре. На ову одлуку су утицали и бројни инциденти у игрици изазвани међуетничким нетрпељивостима, где је долазило до пријатељске ватре због тога што неки играч има заставу своје државе на тенку или авиону, као и да испушта боје из дима авиона у бојама своје заставе. Овакви инциденти су били најинтензивиранији током врхунца Руско-украјинског рата. Код авиона постоји могућност пријатељске ватре и кажњава се компензацијом у вредности цене поправке обореног савезника у "сребрним лавовима". Иако играчева нација може веома ретко да игра против своје нације (познатије као „мешовите борбе" (енгл. Mixed Battles) ), готово је увек једна нација у једном тиму. Ситуације где играју рецимо Совјети против Совјета је искључиво када изађу нека нова возила током новог апдејта игре, или уколико је убачено ново евент возило, што се догађа из простог разлога да играчи не би чекали предуго и јер има превише играча са новим возилом/возилима.  
За разлику од копнених аркадних борби, не постоји ограничен број покушаја у конпеним реалистичним борбама. Да би играч поново могао да игра у истој борби, играч мора да има довољан број „поена стварања возила" (енгл. Spawn Points) комплетирањем циљева. Начин на који играч може остварити циљеве су следећи, по опадајућем броју поена који доносе играчу; заузимањем база (око 300), уништавањем непријатељских возила (200-300), асистенцијама у уништавању непријатељских возила (100-150), оштећивањем непријатељских возила (пар десетина) и спотовањем непријатељских возила (такође пар десетина). Игра се почиње са 600 поена стварања возила, и у следећој табели ће бити дате вредности првог стварања оклопних возила у партији: 
| Цена првог стварања у СП | Класа возила | Класа возила | Класа возила | Класа возила  | Класа возила          | Рејтинг у односу на играчево возило |
| ------------------------ | ------------ | ------------ | ------------ | ------------- | --------------------- | ----------------------------------- |
| Цена првог стварања у СП | Тешки тенк   | Средњи тенк  | Лаки тенк    | Ловац тенкова | Противваздушно возило | Рејтинг у односу на играчево возило |
| Цена првог стварања у СП | 220          | 150          | 110          | 130           | 110                   | -1.0                                |
| Цена првог стварања у СП | 200          | 130          | 100          | 120           | 100                   | -0.7                                |
| Цена првог стварања у СП | 190          | 130          | 90           | 110           | 90                    | -0.6                                |
| Цена првог стварања у СП | 180          | 120          | 80           | 100           | 90                    | -0.4                                |
| Цена првог стварања у СП | 170          | 110          | 80           | 100           | 90                    | -0.3                                |
| Цена првог стварања у СП | 150          | 100          | 70           | 90            | 70                    | 0.0 или изнад играчевог возила      |

Свако следеће стварање, односно, сваки следећи spawn се дуплира.  За коришћење блиске ваздушне подршке у копненим биткама постоје посебне цене за стварање, и оне су углавном више зато што то даје могућност играчима да униште стационарне мете прелетањем и бомбардовањем, поготово у почетним фазама игре кад нема других авиона на небу који би се могли супроставити непријатељским авионима. Уколико неки играч скупи 2500 поена стварања у борбеним ранковима 6.7 и изнад, може створити нукеларни авион и завршити партију. Играч се углавном створи на аеродрому који је удаљенији од самог бојишта, и током периода док је активан нуклеарни авион се чује звучни сигнал узбуне широм мапе, и код савезника и код противника, што оглашава и једнима и другима да је активни нуклеарни авион на небу. Играч мора физички доћи до самог бојишта и испустити нуклеарну бомбу да би партија била добијена. Нуклеарни авион је могуће оборити и тиме непријатељ спашава партију и врло вероватно избацује најбољег играча из партије јер је потрошио све поене стварања (тих 2500 поена јер цена стварања овог авиона), а уколико га не оборе, партија се завршава победом екипе тог играча који је бацио бомбу и не наплаћује се цена оправке играчима и са једне и друге стране који су у том тренутку возили на мапи, и не рачунају се као смрти у статистици игрице. Добијање нуклеарке је изузетно тешко јер захтева теоретски око 8-10 уништених непријатељских возила без изгубљених сопствених возила и постоји посебна награда у игрици у виду беџа за оне који добију нуклеарну бомбу. Такође постоји награда и за оне који успеју оборити нуклеарни авион.
Ваздушне борбе такође имају мноштво модова игре, али пошто играчи имају само један spawn, готово је сигурно да постоји циљ за одређени авион који је играч изабрао. Тај један spawn је највећа разлика ваздушних борби у односу на копнене, у копненим је теоретски могуће створити и више авиона, као и створити више авиона у поморским биткама. Поморске битке, попут копнених, имају више стварања. Ни авионске ни поморске битке немају нуклеарну бомбу која може завршити партију, то је јединствена одлика копнених борби. 

#### Симулационе борбе
Симулационе борбе (енгл. Simulator Battles) су много спорији мод игре које се претежно базирају на реалистичним борбама. Сва возила се понашају идентично као што би се понашала у реалистичним борбама. Не постоје никакви маркери ни за противнички ни за пријатељски тим. Тенкови могу да уништавају пријатељскa возила, много је важно разликовати пријатељска возила од противничких. Играчи су форсирани да играју из командировог погледа, он се обично налази изнад куполе командира. Аркадне и реалистичне борбе користе формат „насумичних борби"  (енгл. Random Battles), где свако возило у националном стаблу може да учествује. У симулатору, постоји унапред одређена листа возила за сваку страну. Играчи започињу са одређеним бројем spawn поена, и бирајући одређено возило, одузима се одређени број поена. Не постоји ниједан начин да се обнови број spawn поена - генерално, играчи могу да изаберу средњи тенк 3 пута пре него што им нестане spawn поена. Симулационе ваздушне борбе се одвијају кроз „Трајну Конфротацију" (енгл. Enduring Confrotation), као много већи формат са широким спектром циљева за било који тим возила.

### Возила у игри
Постоји преко 2500 возила у игрици у 2025. години, према наводима компаније Gaijin. Опсег возила се креће од војних пловила која су била произведена пре првог Светког рата, од међуратног периода и Шпанског грађанског рата за тенкове и авионе, све до рата у Ираку и даље, са нагласком на други Светски рат , као и на Вијетнамски и Хладни рат. Играчи могу да контролишу авионе, копнена возила и ратне бродове из Сједињених Држава, Немачке, Русије, Британије и Јапана, као и нације са мањом војском или са мањим учинцима у конфликтима, као што су, Италија, Француска, Кина и Шведска.
Возила су подељена у 3 главне категорије: Авијација, Копно и Морнарица, док су модови игре подељени на: Аркадне, Реалистичне и Симулационе борбе. Авијација је подељена на класичне авионе и на хеликоптере, док је морнарица подељена на главну Главну флоту (енгл. Bluewater fleet) и на Обалску флоту (енгл. Coastal fleet), где главна флота представља бродове типа ловац (енгл. Destroyer), бојни брод (енгл. Battleship) и борбена крстарица (енгл. Battlecruiser), док се обална флота фокусира на мање бродове типа торпедни чамци (енгл. Motor torpedo boats), моторне чамце (енгл. Motor gunboats) и фрегате (енгл. Frigates). Мод за једног играча је такође доступан и фокусира се на историјским биткама, и такође кооперативни мод за борбу против такозваних „AI" копнених возила и авиона.

### Догађаји
Догађаји (енгл. Events) у War Thunder-у пружају сопствене мисије, обично се базирају на сва 3 главна мода игре, али са алтернативним подешавањима у погледима дозвољених возила, специфичности мисија, итд. Примери су рекреација историјских борби ограничавањем доступних возила (например Битка за Британију (енгл. Battle for Britain)).
Традиционално, програмери припремају нековненционалне догађаје за први април. За 2019. годину догађај назван „Earth Thunder" је убачен за први април 2019. године у War Thunder где се дешавање одвија у измишљеном Америчком граду „Green Hills", где играчи контролишу НЛО (енгл. UFO). 2018. године догађај под називом „Silent Thunder" базиран је под водом, са подморницама. За 2017. годину, War Thunder је направио IX ранк где се налазе главни борбени тенкови (енгл. MBT) и јуришни хеликоптери (енгл. Attack Helicopters). За 2016. годину, уочи најаве за аржурирање поморских снага (енгл. Naval Forces). War Thunder је понудио играње једрењака (енгл. Sailing Ships) из 18. века борећи се на карибима. Годину раније, нови мод игре зван „Нереалистичне Борбе" (енгл. Unrealistic Battles) представљањем надуваних гумених тенкова који испаљују кромпире и шаргарепе. Остали значајнији примери укључују и „Марш до Победе" (енгл. March to Victory), где је представљена „Mecha" састављена од тенковских делова. „Пони Нација" (енгл. The Pony Nation) представља „the world of My Little Pony" као шест факцију коју можемо играти 2013 године, и „Gaijilla" је била борба против џиновског пужа налик годзили 2014. године.
У августу 2020. године, игра је имала тенковски биатлон, стилски догађај који укључује одређене Руске и Кинеске тенкове који извршавају мисије на тенковској мапи, са циљем да се заузме прво место после прелажења препрека и уништавања тенкова. Овај догађај је био удружен са Одељењем за Информационе Системе Министарства Одбране Русије. На том догађају појавили су се логотипи за рекламирање, приметно офарбани на странама тенкова током правог биатлона. Овај догађај је био први пут приказан 17. августа на званичном YouTube каналу, као и на званичном сајту игре.

## Историја

### Рано тестирање и затворена бета верзија
Развијање игре World of Planes је почело 2009 године. Руска компанија Gaijin Entertainment је искористила претходно искуство у развијању са симулационим видео играма званим  „IL-2 Sturmovik", „Birds of Prey", „Apache: Air Assault", и „Birds of Steel". Током затворене бета верзије, наслов је промењен у War Thunder због конфузије са супарником World of Warplanes, као и због других разлога као што је тај када је Gaijin одлучио да игра више неће бити фокусирана само на ваздухопловство.

### Отворена бета и пуштање
Отворена бета тестирање је започело 1. новембра 2012 године (само за кориснике из Руске Федерације, а за остатак света 28. јануара 2013 године) за Windows PC са око 200 летелица и 600,000 играча. 15 Маја 2014 године, на 6 милиона регистрованих играча, представљене су прве копнене снаге за Немачку и Совјетски Савез. Касније су додате копнене снаге и за Америку, Британију, Јапан, са приказивањем овог последњег обележавања изласка игре 21. децембра 2016 године, са преко 800 возила која се могу играти и са 15 милиона регистрованих корисника.
Од 2019. године, Италија, Француска, Кина, Шведска су додате као факције које могу да се играју. На gamescom-у 2018. године планирано је додавање хеликоптера у игру је најављено, и у каснијим месецима 2018 године, хеликоптери су увелико имплементирани у игру.

## Рецепција
По изласку, War Thunder је био добро прихваћен са генерално позитивним критикама. Сајт „GameSpot" га је похвалио због разноликости авиона и визуелних слика, док је „IGN" критиковао кориснички интерфејс као „претерано обилан и гломазан" за разлику од „ретког HUD-а у борби".